# Damián Rodríguez
Pour les articles homonymes, voir Rodriguez.
Damián Rodríguez, né le 17 mars 2003 à Ponteareas en Espagne, est un footballeur espagnol qui évolue au poste de milieu défensif au RC Celta.

## Biographie

### En club
Né à Ponteareas en Espagne, Damián Rodríguez est formé par le Celta de Vigo. En mai 2021, il fait ses débuts avec l'équipe réserve du club.
Le 17 mars 2024, jour de ses 21 ans, Rodríguez joue son premier match en équipe première à l'occasion d'une rencontre de Liga face au Séville FC. Il entre en jeu à la place de Hugo Álvarez et son équipe l'emporte par deux buts à un,.
Jouant davantage au début de la saison 2024-2025 avec plusieurs titularisations sous les ordres de l'entraîneur Claudio Giráldez (en), Damián Rodríguez se voit récompensé par son club en signant un nouveau contrat le 3 septembre 2024, le liant au Celta Vigo jusqu'en juin 2028.

### En sélection
Damián Rodríguez est convoqué pour la première fois avec l'équipe d'Espagne espoirs en septembre 2024. Il reste toutefois sur le banc des remplaçants sans entrer en jeu lors de la victoire de son équipe contre la Hongrie le 8 septembre 2024 (0-1 score final).